# Liste des monuments historiques protégés en 1966
Cet article recense les monuments historiques français classés ou inscrits en 1966.

## Protections
| Édifice                                                    | Commune                        | Département             | Région                     | Protection | Base Mérimée                         | Coordonnées                        | Image |
| ---------------------------------------------------------- | ------------------------------ | ----------------------- | -------------------------- | ---------- | ------------------------------------ | ---------------------------------- | ----- |
| Presbytère du curé d'Ars                                   | Ars-sur-Formans                | Ain                     | Auvergne-Rhône-Alpes       | inscrit    | « PA00116295 », notice no PA00116295 | 45° 59′ 35″ nord, 4° 49′ 19″ est   |       |
| Église Saint-Irénée                                        | Châtillon-la-Palud             | Ain                     | Auvergne-Rhône-Alpes       | inscrit    | « PA00116365 », notice no PA00116365 | 45° 58′ 29″ nord, 5° 14′ 57″ est   |       |
| Château de Chambly                                         | Bosmont-sur-Serre              | Aisne                   | Hauts-de-France            | inscrit    | « PA00115545 », notice no PA00115545 | 49° 43′ 40″ nord, 3° 51′ 38″ est   |       |
| Église Saint-Médard de Marcy-sous-Marle                    | Marcy-sous-Marle               | Aisne                   | Hauts-de-France            | inscrit    | « PA00115801 », notice no PA00115801 | 49° 44′ 18″ nord, 3° 44′ 14″ est   |       |
| Château de la Croizette                                    | Ussel-d'Allier                 | Allier                  | Auvergne-Rhône-Alpes       | inscrit    | « PA00093325 », notice no PA00093325 | 46° 12′ 43″ nord, 3° 11′ 34″ est   |       |
| Oratoire Saint-Joseph                                      | Le Fugeret                     | Alpes-de-Haute-Provence | Provence-Alpes-Côte d'Azur | inscrit    | « PA00080401 », notice no PA00080401 | 44° 00′ 15″ nord, 6° 38′ 24″ est   |       |
| Villa Kérylos                                              | Beaulieu-sur-Mer               | Alpes-Maritimes         | Provence-Alpes-Côte d'Azur | classé     | « PA00080664 », notice no PA00080664 | 43° 42′ 11″ nord, 7° 20′ 02″ est   |       |
| Hôtel Court de Fontmichel                                  | Grasse                         | Alpes-Maritimes         | Provence-Alpes-Côte d'Azur | inscrit    | « PA00080733 », notice no PA00080733 | 43° 39′ 30″ nord, 6° 55′ 22″ est   |       |
| Hôtel Fanton d'Andon                                       | Grasse                         | Alpes-Maritimes         | Provence-Alpes-Côte d'Azur | inscrit    | « PA00080734 », notice no PA00080734 | 43° 39′ 29″ nord, 6° 55′ 26″ est   |       |
| Chapelle Saint-Aubin                                       | Fitou                          | Aude                    | Occitanie                  | classé     | « PA00102687 », notice no PA00102687 | 42° 53′ 43″ nord, 2° 56′ 50″ est   |       |
| Chapelle Saint-Laurent                                     | Moussan                        | Aude                    | Occitanie                  | inscrit    | « PA00102786 », notice no PA00102786 | 43° 13′ 24″ nord, 2° 56′ 27″ est   |       |
| Chapelle Notre-Dame-de-la-Lauze                            | Villarzel-Cabardès             | Aude                    | Occitanie                  | classé     | « PA00102917 », notice no PA00102917 | 43° 16′ 57″ nord, 2° 28′ 36″ est   |       |
| Château d'Estoublon                                        | Fontvieille                    | Bouches-du-Rhône        | Provence-Alpes-Côte d'Azur | inscrit    | « PA00081262 », notice no PA00081262 | 43° 44′ 09″ nord, 4° 44′ 32″ est   |       |
| Théâtre antique                                            | Marseille                      | Bouches-du-Rhône        | Provence-Alpes-Côte d'Azur | classé     | « PA00081371 », notice no PA00081371 | 43° 17′ 47″ nord, 5° 21′ 53″ est   |       |
| Manoir d'Aubichon                                          | Lisieux                        | Calvados                | Normandie                  | classé     | « PA00111488 », notice no PA00111488 | 49° 08′ 20″ nord, 0° 16′ 45″ est   |       |
| Église Saint-Julien-de-Chanet                              | Allanche                       | Cantal                  | Auvergne-Rhône-Alpes       | classé     | « PA00093430 », notice no PA00093430 | 45° 15′ 07″ nord, 3° 00′ 27″ est   |       |
| Château du Pouyaud                                         | Dignac                         | Charente                | Nouvelle-Aquitaine         | inscrit    | « PA00104353 », notice no PA00104353 | 45° 33′ 15″ nord, 0° 16′ 00″ est   |       |
| Château de Vilhonneur                                      | Vilhonneur                     | Charente                | Nouvelle-Aquitaine         | inscrit    | « PA00104538 », notice no PA00104538 | 45° 40′ 52″ nord, 0° 25′ 15″ est   |       |
| Maison de tisserands                                       | Jars                           | Cher                    | Centre-Val de Loire        | inscrit    | « PA00096818 », notice no PA00096818 | 47° 23′ 46″ nord, 2° 39′ 02″ est   |       |
| Château du Bac                                             | Argentat                       | Corrèze                 | Nouvelle-Aquitaine         | inscrit    | « PA00099652 », notice no PA00099652 | 45° 05′ 12″ nord, 1° 56′ 24″ est   |       |
| Canal des moines d'Obazine                                 | Aubazines                      | Corrèze                 | Nouvelle-Aquitaine         | classé     | « PA00099659 », notice no PA00099659 | 45° 10′ 31″ nord, 1° 40′ 17″ est   |       |
| Chapelle des Capucins de Turenne                           | Turenne                        | Corrèze                 | Nouvelle-Aquitaine         | classé     | « PA00099929 », notice no PA00099929 | 45° 03′ 18″ nord, 1° 35′ 03″ est   |       |
| Abbaye de la Bussière                                      | La Bussière-sur-Ouche          | Côte-d'Or               | Bourgogne-Franche-Comté    | inscrit    | « PA00112167 », notice no PA00112167 | 47° 13′ 01″ nord, 4° 43′ 12″ est   |       |
| Deux menhirs de Kergoff                                    | Boqueho                        | Côtes-d'Armor           | Bretagne                   | classé     | « PA00089028 », notice no PA00089028 | 48° 27′ 06″ nord, 2° 58′ 57″ ouest |       |
| Menhir dit Le Sabot                                        | Ploufragan                     | Côtes-d'Armor           | Bretagne                   | inscrit    | « PA00089477 », notice no PA00089477 | 48° 28′ 56″ nord, 2° 47′ 36″ ouest |       |
| Chapelle du château de Kéralio                             | Plougrescant                   | Côtes-d'Armor           | Bretagne                   | inscrit    | « PA00089482 », notice no PA00089482 | 48° 49′ 03″ nord, 3° 15′ 07″ ouest |       |
| Roche Longue                                               | Saint-Julien                   | Côtes-d'Armor           | Bretagne                   | classé     | « PA00089636 », notice no PA00089636 | 48° 26′ 53″ nord, 2° 49′ 46″ ouest |       |
| Dolmen de Pasquiou                                         | Le Vieux-Bourg                 | Côtes-d'Armor           | Bretagne                   | inscrit    | « PA00089741 », notice no PA00089741 | 48° 23′ 23″ nord, 3° 02′ 49″ ouest |       |
| Dolmen dit la Cabane de César                              | Felletin                       | Creuse                  | Nouvelle-Aquitaine         | inscrit    | « PA00100066 », notice no PA00100066 | 45° 52′ 37″ nord, 2° 11′ 33″ est   |       |
| Église Saint-Sulpice de Tillou                             | Tillou                         | Deux-Sèvres             | Nouvelle-Aquitaine         | inscrit    | « PA00101391 », notice no PA00101391 | 46° 09′ 06″ nord, 0° 07′ 12″ ouest |       |
| Ancien hôpital Saint-Jean ou ancien prieuré                | Montignac-Lascaux              | Dordogne                | Nouvelle-Aquitaine         | inscrit    | « PA00082697 », notice no PA00082697 | 45° 03′ 51″ nord, 1° 09′ 49″ est   |       |
| Gisement préhistorique de la Maison forte de Reignac       | Tursac                         | Dordogne                | Nouvelle-Aquitaine         | classé     | « PA00083037 », notice no PA00083037 | 44° 58′ 47″ nord, 1° 03′ 20″ est   |       |
| Hôtel de Champagney                                        | Besançon                       | Doubs                   | Bourgogne-Franche-Comté    | inscrit    | « PA00101489 », notice no PA00101489 | 47° 14′ 29″ nord, 6° 01′ 13″ est   |       |
| Maison du 12 place du Marché à Arpajon                     | Arpajon                        | Essonne                 | Île-de-France              | inscrit    | « PA00087805 », notice no PA00087805 | 48° 35′ 18″ nord, 2° 15′ 00″ est   |       |
| Église Saint-Cyr de Saint-Cyr-sous-Dourdan                 | Saint-Cyr-sous-Dourdan         | Essonne                 | Île-de-France              | inscrit    | « PA00088000 », notice no PA00088000 | 48° 34′ 08″ nord, 2° 02′ 05″ est   |       |
| Gisements préhistoriques de Verrières-le-Buisson           | Verrières-le-Buisson           | Essonne                 | Île-de-France              | classé     | « PA00088031 », notice no PA00088031 | 48° 45′ 13″ nord, 2° 15′ 35″ est   |       |
| Château de Beaumesnil                                      | Beaumesnil                     | Eure                    | Normandie                  | classé     | « PA00099323 », notice no PA00099323 | 49° 00′ 50″ nord, 0° 42′ 41″ est   |       |
| Château d'Heudicourt                                       | Heudicourt                     | Eure                    | Normandie                  | classé     | « PA00099452 », notice no PA00099452 | 49° 20′ 10″ nord, 1° 39′ 37″ est   |       |
| Abbaye de Mortemer                                         | Lisors                         | Eure                    | Normandie                  | classé     | « PA00099469 », notice no PA00099469 | 49° 22′ 10″ nord, 1° 28′ 52″ est   |       |
| Maison de la Voûte                                         | Chartres                       | Eure-et-Loir            | Centre-Val de Loire        | classé     | « PA00097011 », notice no PA00097011 | 48° 26′ 44″ nord, 1° 29′ 12″ est   |       |
| Maison de l'Obrador                                        | Nogent-le-Roi                  | Eure-et-Loir            | Centre-Val de Loire        | inscrit    | « PA00097170 », notice no PA00097170 | 48° 38′ 53″ nord, 1° 31′ 56″ est   |       |
| Immeuble                                                   | Nogent-le-Roi                  | Eure-et-Loir            | Centre-Val de Loire        | inscrit    | « PA00097168 », notice no PA00097168 | 48° 38′ 53″ nord, 1° 31′ 57″ est   |       |
| Château de Reverseaux                                      | Rouvray-Saint-Florentin        | Eure-et-Loir            | Centre-Val de Loire        | classé     | « PA00097191 », notice no PA00097191 | 48° 16′ 05″ nord, 1° 33′ 58″ est   |       |
| Église Saint-Jean                                          | Villeau                        | Eure-et-Loir            | Centre-Val de Loire        | classé     | « PA00097236 », notice no PA00097236 | 48° 14′ 27″ nord, 1° 35′ 55″ est   |       |
| Allée couverte de Kerampicard                              | La Forêt-Fouesnant             | Finistère               | Bretagne                   | inscrit    | « PA00089955 », notice no PA00089955 | 47° 55′ 08″ nord, 3° 57′ 18″ ouest |       |
| Stèle protohistorique                                      | Goulien                        | Finistère               | Bretagne                   | classé     | « PA00089977 », notice no PA00089977 | 48° 03′ 35″ nord, 4° 34′ 09″ ouest |       |
| Stèles protohistoriques                                    | Goulien                        | Finistère               | Bretagne                   | classé     | « PA00089978 », notice no PA00089978 | 48° 03′ 22″ nord, 4° 35′ 34″ ouest |       |
| Tumulus de Kérébars                                        | Guilers                        | Finistère               | Bretagne                   | inscrit    | « PA00089989 », notice no PA00089989 | 48° 25′ 36″ nord, 4° 34′ 18″ ouest |       |
| Tumulus de Goarem-an-Dorguenn                              | Kersaint-Plabennec             | Finistère               | Bretagne                   | inscrit    | « PA00090018 », notice no PA00090018 | 48° 27′ 32″ nord, 4° 21′ 47″ ouest |       |
| Quenouille de Sainte-Barbe                                 | Ploéven                        | Finistère               | Bretagne                   | classé     | « PA00090176 », notice no PA00090176 | 48° 09′ 20″ nord, 4° 10′ 34″ ouest |       |
| Église Saint-Pierre de Quimerch                            | Pont-de-Buis-lès-Quimerch      | Finistère               | Bretagne                   | classé     | « PA00090295 », notice no PA00090295 | 48° 17′ 47″ nord, 4° 04′ 13″ ouest |       |
| Manoir de Lossulien                                        | Le Relecq-Kerhuon              | Finistère               | Bretagne                   | inscrit    | « PA00090395 », notice no PA00090395 | 48° 24′ 02″ nord, 4° 24′ 04″ ouest |       |
| Stèle protohistorique de Kerdalé                           | Trégunc                        | Finistère               | Bretagne                   | inscrit    | « PA00090473 », notice no PA00090473 | 47° 49′ 25″ nord, 3° 52′ 31″ ouest |       |
| Château de Peychaud                                        | Ambarès-et-Lagrave             | Gironde                 | Nouvelle-Aquitaine         | inscrit    | « PA00083109 », notice no PA00083109 | 44° 57′ 49″ nord, 0° 30′ 25″ ouest |       |
| Immeuble                                                   | Bordeaux                       | Gironde                 | Nouvelle-Aquitaine         | inscrit    | « PA00083248 », notice no PA00083248 | 44° 50′ 32″ nord, 0° 34′ 27″ ouest |       |
| Église Saint-Martin de Jugazan                             | Jugazan                        | Gironde                 | Nouvelle-Aquitaine         | inscrit    | « PA00083575 », notice no PA00083575 | 44° 46′ 51″ nord, 0° 09′ 20″ ouest |       |
| Tour de l'Ansouhaite                                       | Moulon                         | Gironde                 | Nouvelle-Aquitaine         | inscrit    | « PA00083646 », notice no PA00083646 | 44° 50′ 31″ nord, 0° 13′ 40″ ouest |       |
| Bâtiment accolé à la porte de la Cadène                    | Saint-Émilion                  | Gironde                 | Nouvelle-Aquitaine         | inscrit    | « PA00083722 », notice no PA00083722 | 44° 53′ 37″ nord, 0° 09′ 20″ ouest |       |
| Immeuble Margarance                                        | Saint-Louis-de-Montferrand     | Gironde                 | Nouvelle-Aquitaine         | inscrit    | « PA00083764 », notice no PA00083764 | 44° 58′ 06″ nord, 0° 32′ 01″ ouest |       |
| La Palanque                                                | Saint-Louis-de-Montferrand     | Gironde                 | Nouvelle-Aquitaine         | inscrit    | « PA00083765 », notice no PA00083765 | 44° 56′ 20″ nord, 0° 32′ 34″ ouest |       |
| Le Bousquet                                                | Saint-Louis-de-Montferrand     | Gironde                 | Nouvelle-Aquitaine         | inscrit    | « PA00083763 », notice no PA00083763 | 44° 57′ 43″ nord, 0° 32′ 00″ ouest |       |
| Couvent d'Alziprato                                        | Zilia                          | Haute-Corse             | Corse                      | inscrit    | « PA00099261 », notice no PA00099261 | 42° 31′ 18″ nord, 8° 52′ 10″ est   |       |
| Église Notre-Dame                                          | Sepx                           | Haute-Garonne           | Occitanie                  | inscrit    | « PA00094491 », notice no PA00094491 | 43° 09′ 20″ nord, 0° 50′ 27″ est   |       |
| Château de Volhac                                          | Coubon                         | Haute-Loire             | Auvergne-Rhône-Alpes       | inscrit    | « PA00092657 », notice no PA00092657 | 45° 00′ 01″ nord, 3° 55′ 18″ est   |       |
| Abbaye Saint-André de Lavaudieu                            | Lavaudieu                      | Haute-Loire             | Auvergne-Rhône-Alpes       | classé     | « PA00092685 », notice no PA00092685 | 45° 15′ 49″ nord, 3° 27′ 17″ est   |       |
| Abbaye du Monastier-sur-Gazeille                           | Le Monastier-sur-Gazeille      | Haute-Loire             | Auvergne-Rhône-Alpes       | inscrit    | « PA00092709 », notice no PA00092709 | 44° 56′ 24″ nord, 3° 59′ 42″ est   |       |
| Château abbatial du Monastier-sur-Gazeille                 | Le Monastier-sur-Gazeille      | Haute-Loire             | Auvergne-Rhône-Alpes       | classé     | « PA00092710 », notice no PA00092710 | 44° 56′ 24″ nord, 3° 59′ 45″ est   |       |
| Prieuré de La Roche-Morey                                  | La Roche-Morey                 | Haute-Saône             | Bourgogne-Franche-Comté    | inscrit    | « PA00102261 », notice no PA00102261 | 47° 42′ 47″ nord, 5° 44′ 16″ est   |       |
| Pont de la Caille                                          | Allonzier-la-Caille            | Haute-Savoie            | Auvergne-Rhône-Alpes       | inscrit    | « PA00118340 », notice no PA00118340 | 46° 00′ 45″ nord, 6° 06′ 42″ est   |       |
| Pont de la Caille                                          | Cruseilles                     | Haute-Savoie            | Auvergne-Rhône-Alpes       | inscrit    | « PA00118386 », notice no PA00118386 | 46° 00′ 45″ nord, 6° 06′ 42″ est   |       |
| Sous-préfecture de Bellac                                  | Bellac                         | Haute-Vienne            | Nouvelle-Aquitaine         | inscrit    | « PA00100242 », notice no PA00100242 | 46° 07′ 15″ nord, 1° 02′ 59″ est   |       |
| Abbaye Saint-Martial                                       | Limoges                        | Haute-Vienne            | Nouvelle-Aquitaine         | classé     | « PA00100328 », notice no PA00100328 | 45° 49′ 53″ nord, 1° 15′ 35″ est   |       |
| Église Saint-Gentien de Saint-Gence                        | Saint-Gence                    | Haute-Vienne            | Nouvelle-Aquitaine         | inscrit    | « PA00100446 », notice no PA00100446 | 45° 55′ 19″ nord, 1° 08′ 17″ est   |       |
| Fort du Mont-Dauphin                                       | Mont-Dauphin                   | Hautes-Alpes            | Provence-Alpes-Côte d'Azur | classé     | « PA00080589 », notice no PA00080589 | 44° 40′ 11″ nord, 6° 37′ 27″ est   |       |
| Maisons Jaoul                                              | Neuilly-sur-Seine              | Hauts-de-Seine          | Île-de-France              | inscrit    | « PA00088131 », notice no PA00088131 | 48° 52′ 48″ nord, 2° 15′ 14″ est   |       |
| Château de la Mogère                                       | Montpellier                    | Hérault                 | Occitanie                  | classé     | « PA00103527 », notice no PA00103527 | 43° 36′ 02″ nord, 3° 55′ 33″ est   |       |
| Maison                                                     | Montpellier                    | Hérault                 | Occitanie                  | inscrit    | « PA00103605 », notice no PA00103605 | 43° 36′ 40″ nord, 3° 52′ 46″ est   |       |
| Château de la Chapelle-Chaussée                            | La Chapelle-Chaussée           | Ille-et-Vilaine         | Bretagne                   | inscrit    | « PA00090521 », notice no PA00090521 | 48° 16′ 11″ nord, 1° 51′ 11″ ouest |       |
| Château de Combourg                                        | Combourg                       | Ille-et-Vilaine         | Bretagne                   | classé     | « PA00090536 », notice no PA00090536 | 48° 24′ 27″ nord, 1° 45′ 14″ ouest |       |
| Maison de la Lanterne                                      | Combourg                       | Ille-et-Vilaine         | Bretagne                   | inscrit    | « PA00090537 », notice no PA00090537 | 48° 24′ 31″ nord, 1° 45′ 08″ ouest |       |
| Château des Champs                                         | Guipry-Messac                  | Ille-et-Vilaine         | Bretagne                   | inscrit    | « PA00090598 », notice no PA00090598 | 47° 51′ 33″ nord, 1° 52′ 16″ ouest |       |
| Abbaye Notre-Dame de Paimpont                              | Paimpont                       | Ille-et-Vilaine         | Bretagne                   | classé     | « PA00090651 », notice no PA00090651 | 48° 01′ 10″ nord, 2° 10′ 27″ ouest |       |
| Château de Montmarin                                       | Pleurtuit                      | Ille-et-Vilaine         | Bretagne                   | classé     | « PA00090657 », notice no PA00090657 | 48° 35′ 59″ nord, 2° 01′ 39″ ouest |       |
| Hôtel Bonin de la Villebouquais                            | Rennes                         | Ille-et-Vilaine         | Bretagne                   | inscrit    | « PA00090695 », notice no PA00090695 | 48° 06′ 42″ nord, 1° 40′ 31″ ouest |       |
| Hémicycle mégalithique des Tombes                          | Saint-Broladre                 | Ille-et-Vilaine         | Bretagne                   | inscrit    | « PA00090765 », notice no PA00090765 | 48° 34′ 27″ nord, 1° 41′ 14″ ouest |       |
| Maison                                                     | Vitré                          | Ille-et-Vilaine         | Bretagne                   | inscrit    | « PA00090942 », notice no PA00090942 | 48° 07′ 28″ nord, 1° 12′ 28″ ouest |       |
| Maison                                                     | Vitré                          | Ille-et-Vilaine         | Bretagne                   | inscrit    | « PA00090938 », notice no PA00090938 | 48° 07′ 28″ nord, 1° 12′ 29″ ouest |       |
| Maison                                                     | Vitré                          | Ille-et-Vilaine         | Bretagne                   | inscrit    | « PA00090940 », notice no PA00090940 | 48° 07′ 28″ nord, 1° 12′ 28″ ouest |       |
| Maison                                                     | Vitré                          | Ille-et-Vilaine         | Bretagne                   | inscrit    | « PA00090945 », notice no PA00090945 | 48° 07′ 29″ nord, 1° 12′ 27″ ouest |       |
| Maison                                                     | Vitré                          | Ille-et-Vilaine         | Bretagne                   | inscrit    | « PA00090941 », notice no PA00090941 | 48° 07′ 28″ nord, 1° 12′ 28″ ouest |       |
| Maison                                                     | Vitré                          | Ille-et-Vilaine         | Bretagne                   | inscrit    | « PA00090944 », notice no PA00090944 | 48° 07′ 29″ nord, 1° 12′ 27″ ouest |       |
| Maison                                                     | Vitré                          | Ille-et-Vilaine         | Bretagne                   | inscrit    | « PA00090939 », notice no PA00090939 | 48° 07′ 28″ nord, 1° 12′ 29″ ouest |       |
| Abbaye de La Prée                                          | Ségry                          | Indre                   | Centre-Val de Loire        | inscrit    | « PA00097470 », notice no PA00097470 | 46° 54′ 25″ nord, 2° 07′ 56″ est   |       |
| Aqueduc de Fontenay                                        | Athée-sur-Cher                 | Indre-et-Loire          | Centre-Val de Loire        | classé     | « PA00097533 », notice no PA00097533 | 47° 20′ 07″ nord, 0° 56′ 07″ est   |       |
| Église Saint-Martin de Bournan                             | Bournan                        | Indre-et-Loire          | Centre-Val de Loire        | classé     | « PA00097599 », notice no PA00097599 | 47° 03′ 42″ nord, 0° 43′ 42″ est   |       |
| Château de Montpoupon                                      | Céré-la-Ronde                  | Indre-et-Loire          | Centre-Val de Loire        | classé     | « PA00097620 », notice no PA00097620 | 47° 15′ 11″ nord, 1° 08′ 29″ est   |       |
| Château du Verger                                          | Chaveignes                     | Indre-et-Loire          | Centre-Val de Loire        | inscrit    | « PA00097646 », notice no PA00097646 | 47° 01′ 10″ nord, 0° 21′ 50″ est   |       |
| Maison                                                     | Chemillé-sur-Dême              | Indre-et-Loire          | Centre-Val de Loire        | inscrit    | « PA00097653 », notice no PA00097653 | 47° 39′ 33″ nord, 0° 38′ 58″ est   |       |
| Couvent des Calvairiennes                                  | Chinon                         | Indre-et-Loire          | Centre-Val de Loire        | inscrit    | « PA00097664 », notice no PA00097664 | 47° 10′ 04″ nord, 0° 14′ 43″ est   |       |
| Commanderie de l'Hôpital                                   | Chinon                         | Indre-et-Loire          | Centre-Val de Loire        | inscrit    | « PA00097684 », notice no PA00097684 | 47° 10′ 02″ nord, 0° 14′ 14″ est   |       |
| Maison                                                     | Crissay-sur-Manse              | Indre-et-Loire          | Centre-Val de Loire        | inscrit    | « PA00097723 », notice no PA00097723 | 47° 09′ 00″ nord, 0° 29′ 05″ est   |       |
| Église Saint-Martin de Mosnes                              | Mosnes                         | Indre-et-Loire          | Centre-Val de Loire        | inscrit    | « PA00097883 », notice no PA00097883 | 47° 27′ 20″ nord, 1° 06′ 00″ est   |       |
| Église Saint-Pierre de Nazelles                            | Nazelles-Négron                | Indre-et-Loire          | Centre-Val de Loire        | inscrit    | « PA00097885 », notice no PA00097885 | 47° 25′ 58″ nord, 0° 57′ 15″ est   |       |
| Église Saint-Nicolas de Saint-Nicolas-des-Motets           | Saint-Nicolas-des-Motets       | Indre-et-Loire          | Centre-Val de Loire        | classé     | « PA00098092 », notice no PA00098092 | 47° 35′ 07″ nord, 1° 02′ 13″ est   |       |
| Immeuble                                                   | Tours                          | Indre-et-Loire          | Centre-Val de Loire        | inscrit    | « PA00098195 », notice no PA00098195 | 47° 23′ 41″ nord, 0° 41′ 02″ est   |       |
| Chapelle troglodyte de l'Écheneau                          | Vouvray                        | Indre-et-Loire          | Centre-Val de Loire        | inscrit    | « PA00098299 », notice no PA00098299 | 47° 24′ 43″ nord, 0° 47′ 27″ est   |       |
| Église Saint-Jean-Baptiste de Saubusse                     | Saubusse                       | Landes                  | Nouvelle-Aquitaine         | inscrit    | « PA00084016 », notice no PA00084016 | 43° 39′ 24″ nord, 1° 11′ 14″ ouest |       |
| Manoir de la Bonaventure                                   | Mazangé                        | Loir-et-Cher            | Centre-Val de Loire        | classé     | « PA00098474 », notice no PA00098474 | 47° 48′ 44″ nord, 0° 57′ 21″ est   |       |
| Maison                                                     | Le Croisic                     | Loire-Atlantique        | Pays de la Loire           | inscrit    | « PA00108604 », notice no PA00108604 | 47° 17′ 38″ nord, 2° 30′ 43″ ouest |       |
| Maison                                                     | Guérande                       | Loire-Atlantique        | Pays de la Loire           | inscrit    | « PA00108622 », notice no PA00108622 | 47° 19′ 42″ nord, 2° 25′ 42″ ouest |       |
| Château du Grand-Blottereau                                | Nantes                         | Loire-Atlantique        | Pays de la Loire           | classé     | « PA00108658 », notice no PA00108658 | 47° 13′ 34″ nord, 1° 30′ 39″ ouest |       |
| Dolmen Mas Arjac n°1                                       | Cabrerets                      | Lot                     | Occitanie                  | inscrit    | « PA00094993 », notice no PA00094993 | 44° 30′ 10″ nord, 1° 40′ 29″ est   |       |
| Château de Castelnoubel                                    | Bon-Encontre                   | Lot-et-Garonne          | Nouvelle-Aquitaine         | inscrit    | « PA00084080 », notice no PA00084080 | 44° 13′ 08″ nord, 0° 42′ 38″ est   |       |
| Château de Brissac                                         | Brissac Loire Aubance          | Maine-et-Loire          | Pays de la Loire           | classé     | « PA00108994 », notice no PA00108994 | 47° 21′ 11″ nord, 0° 30′ 19″ ouest |       |
| Église Saint-Médard de Cheviré-le-Rouge                    | Baugé-en-Anjou                 | Maine-et-Loire          | Pays de la Loire           | classé     | « PA00109049 », notice no PA00109049 | 47° 35′ 43″ nord, 0° 11′ 03″ ouest |       |
| Église Saint-Georges                                       | Colomby                        | Manche                  | Normandie                  | classé     | « PA00110372 », notice no PA00110372 | 49° 27′ 19″ nord, 1° 29′ 41″ ouest |       |
| Église Saint-Germain                                       | Saint-Germain-le-Gaillard      | Manche                  | Normandie                  | classé     | « PA00110570 », notice no PA00110570 | 49° 29′ 10″ nord, 1° 46′ 55″ ouest |       |
| Château de Léhélec                                         | Béganne                        | Morbihan                | Bretagne                   | inscrit    | « PA00091022 », notice no PA00091022 | 47° 35′ 20″ nord, 2° 16′ 39″ ouest |       |
| Dolmen de Vagouar-Huen                                     | Groix                          | Morbihan                | Bretagne                   | classé     | « PA00091223 », notice no PA00091223 | 47° 37′ 27″ nord, 3° 25′ 55″ ouest |       |
| Dolmens de Béhellec                                        | Saint-Marcel                   | Morbihan                | Bretagne                   | inscrit    | « PA00091694 », notice no PA00091694 | 47° 48′ 01″ nord, 2° 26′ 07″ ouest |       |
| Dolmen de Coëtby                                           | Trédion                        | Morbihan                | Bretagne                   | classé     | « PA00091757 », notice no PA00091757 | 47° 46′ 08″ nord, 2° 32′ 00″ ouest |       |
| Porte des Allemands                                        | Metz                           | Moselle                 | Grand Est                  | classé     | « PA00106837 », notice no PA00106837 | 49° 07′ 16″ nord, 6° 11′ 07″ est   |       |
| Église Saint-Martin d'Houplin d'Houplin-Ancoisne           | Houplin-Ancoisne               | Nord                    | Hauts-de-France            | inscrit    | « PA00107554 », notice no PA00107554 | 50° 33′ 42″ nord, 3° 00′ 03″ est   |       |
| Immeubles (Rang de Beauregard)                             | Lille                          | Nord                    | Hauts-de-France            | inscrit    | « PA00107664 », notice no PA00107664 | 50° 38′ 15″ nord, 3° 03′ 51″ est   |       |
| Immeubles                                                  | Lille                          | Nord                    | Hauts-de-France            | inscrit    | « PA00107625 », notice no PA00107625 | 50° 38′ 16″ nord, 3° 03′ 49″ est   |       |
| Immeubles                                                  | Lille                          | Nord                    | Hauts-de-France            | inscrit    | « PA00107639 », notice no PA00107639 | 50° 38′ 14″ nord, 3° 03′ 49″ est   |       |
| Immeubles                                                  | Lille                          | Nord                    | Hauts-de-France            | inscrit    | « PA00107663 », notice no PA00107663 | 50° 38′ 14″ nord, 3° 03′ 50″ est   |       |
| Immeubles                                                  | Lille                          | Nord                    | Hauts-de-France            | inscrit    | « PA00107667 », notice no PA00107667 | 50° 38′ 14″ nord, 3° 03′ 50″ est   |       |
| Château de l'Ermitage (La Neuville)                        | La Neuville                    | Nord                    | Hauts-de-France            | inscrit    | « PA00107762 », notice no PA00107762 | 50° 30′ 08″ nord, 3° 02′ 32″ est   |       |
| Ferme de Saint-Rémy-l'Abbaye                               | Agnetz                         | Oise                    | Hauts-de-France            | classé     | « PA00114475 », notice no PA00114475 | 49° 23′ 59″ nord, 2° 23′ 38″ est   |       |
| Château de Corbeil-Cerf                                    | Corbeil-Cerf                   | Oise                    | Hauts-de-France            | classé     | « PA00114642 », notice no PA00114642 | 49° 16′ 54″ nord, 2° 06′ 02″ est   |       |
| Église Sainte-Honorine de Corbeil-Cerf                     | Corbeil-Cerf                   | Oise                    | Hauts-de-France            | inscrit    | « PA00114643 », notice no PA00114643 | 49° 16′ 51″ nord, 2° 06′ 10″ est   |       |
| Église Saint-Michel du Mesnil-en-Thelle                    | Le Mesnil-en-Thelle            | Oise                    | Hauts-de-France            | classé     | « PA00114746 », notice no PA00114746 | 49° 10′ 43″ nord, 2° 17′ 10″ est   |       |
| Église Saint-Pierre de Nanteuil-le-Haudouin                | Nanteuil-le-Haudouin           | Oise                    | Hauts-de-France            | inscrit    | « PA00114768 », notice no PA00114768 | 49° 08′ 22″ nord, 2° 48′ 44″ est   |       |
| Pavillon Saint-Martin                                      | Senlis                         | Oise                    | Hauts-de-France            | inscrit    | « PA00114904 », notice no PA00114904 | 49° 12′ 04″ nord, 2° 34′ 48″ est   |       |
| Château de Villers-sous-Saint-Leu                          | Villers-sous-Saint-Leu         | Oise                    | Hauts-de-France            | inscrit    | « PA00114963 », notice no PA00114963 | 49° 12′ 54″ nord, 2° 23′ 50″ est   |       |
| Château de Mercastel                                       | Villers-Vermont                | Oise                    | Hauts-de-France            | inscrit    | « PA00114965 », notice no PA00114965 | 49° 34′ 57″ nord, 1° 43′ 16″ est   |       |
| Église Saint-Barthélemy de L'Aigle                         | L'Aigle                        | Orne                    | Normandie                  | inscrit    | « PA00110682 », notice no PA00110682 | 48° 46′ 07″ nord, 0° 38′ 00″ est   |       |
| Manoir d'Argentelles                                       | Villebadin                     | Orne                    | Normandie                  | classé     | « PA00110967 », notice no PA00110967 | 48° 46′ 31″ nord, 0° 09′ 52″ est   |       |
| Hôtel de France et de Choiseul                             | 1er arrondissement de Paris    | Paris                   | Île-de-France              | inscrit    | « PA00085823 », notice no PA00085823 | 48° 52′ 00″ nord, 2° 19′ 40″ est   |       |
| Chapelle Saint-Aignan                                      | 4e arrondissement de Paris     | Paris                   | Île-de-France              | classé     | « PA00086251 », notice no PA00086251 | 48° 51′ 16″ nord, 2° 21′ 01″ est   |       |
| Hôtel de Beauvais                                          | 4e arrondissement de Paris     | Paris                   | Île-de-France              | classé     | « PA00086277 », notice no PA00086277 | 48° 51′ 19″ nord, 2° 21′ 30″ est   |       |
| Hôtel d'Ourscamp                                           | 4e arrondissement de Paris     | Paris                   | Île-de-France              | classé     | « PA00086308 », notice no PA00086308 | 48° 51′ 20″ nord, 2° 21′ 26″ est   |       |
| Hôtel Raoul de la Faye                                     | 4e arrondissement de Paris     | Paris                   | Île-de-France              | inscrit    | « PA00086324 », notice no PA00086324 | 48° 51′ 28″ nord, 2° 21′ 26″ est   |       |
| Collège Stanislas                                          | 6e arrondissement de Paris     | Paris                   | Île-de-France              | inscrit    | « PA00088499 », notice no PA00088499 | 48° 50′ 39″ nord, 2° 19′ 38″ est   |       |
| Passerelle Debilly                                         | 7e arrondissement de Paris     | Paris                   | Île-de-France              | inscrit    | « PA00088794 », notice no PA00088794 | 48° 51′ 44″ nord, 2° 17′ 50″ est   |       |
| Hôtel Guadet                                               | 16e arrondissement de Paris    | Paris                   | Île-de-France              | inscrit    | « PA00086671 », notice no PA00086671 | 48° 50′ 25″ nord, 2° 15′ 23″ est   |       |
| Immeuble                                                   | 16e arrondissement de Paris    | Paris                   | Île-de-France              | inscrit    | « PA00086685 », notice no PA00086685 | 48° 52′ 09″ nord, 2° 17′ 10″ est   |       |
| Cimetière des Juifs portugais                              | 19e arrondissement de Paris    | Paris                   | Île-de-France              | inscrit    | « PA00086764 », notice no PA00086764 | 48° 53′ 13″ nord, 2° 22′ 23″ est   |       |
| Manoir de l'Estrasselle                                    | Beuvry                         | Pas-de-Calais           | Hauts-de-France            | inscrit    | « PA00108208 », notice no PA00108208 | 50° 31′ 37″ nord, 2° 41′ 28″ est   |       |
| Château de Rosamel                                         | Frencq                         | Pas-de-Calais           | Hauts-de-France            | inscrit    | « PA00108283 », notice no PA00108283 | 50° 33′ 01″ nord, 1° 41′ 46″ est   |       |
| Maisons adossées aux anciens remparts de Montreuil         | Montreuil                      | Pas-de-Calais           | Hauts-de-France            | inscrit    | « PA00108362 », notice no PA00108362 | 50° 27′ 44″ nord, 1° 45′ 50″ est   |       |
| Menhir de Ger                                              | Ger                            | Pyrénées-Atlantiques    | Nouvelle-Aquitaine         | classé     | « PA00084391 », notice no PA00084391 | 43° 15′ 53″ nord, 0° 01′ 46″ ouest |       |
| Salle d'Etchepare                                          | Ibarrolle                      | Pyrénées-Atlantiques    | Nouvelle-Aquitaine         | inscrit    | « PA00084400 », notice no PA00084400 | 43° 12′ 05″ nord, 1° 05′ 37″ ouest |       |
| Abbaye de Saint-Génis-des-Fontaines                        | Saint-Génis-des-Fontaines      | Pyrénées-Orientales     | Occitanie                  | classé     | « PA00104117 », notice no PA00104117 | 42° 32′ 36″ nord, 2° 55′ 19″ est   |       |
| Château de Jarnioux                                        | Jarnioux                       | Rhône                   | Auvergne-Rhône-Alpes       | inscrit    | « PA00117770 », notice no PA00117770 | 45° 57′ 50″ nord, 4° 37′ 37″ est   |       |
| Château de la Jaille                                       | Chahaignes                     | Sarthe                  | Pays de la Loire           | inscrit    | « PA00109697 », notice no PA00109697 | 47° 44′ 40″ nord, 0° 30′ 57″ est   |       |
| Manoir de Riablay                                          | Montval-sur-Loir               | Sarthe                  | Pays de la Loire           | inscrit    | « PA00109710 », notice no PA00109710 | 47° 41′ 55″ nord, 0° 25′ 33″ est   |       |
| Château des Hunaudières                                    | Mulsanne                       | Sarthe                  | Pays de la Loire           | inscrit    | « PA00109887 », notice no PA00109887 | 47° 56′ 27″ nord, 0° 13′ 22″ est   |       |
| Croix de Boëssé                                            | Yvré-l'Évêque                  | Sarthe                  | Pays de la Loire           | inscrit    | « PA00109992 », notice no PA00109992 | 48° 00′ 43″ nord, 0° 15′ 58″ est   |       |
| Église Saint-Pierre d'Extravache                           | Bramans                        | Savoie                  | Auvergne-Rhône-Alpes       | inscrit    | « PA00118219 », notice no PA00118219 | 45° 13′ 02″ nord, 6° 48′ 12″ est   |       |
| Église de Lémenc                                           | Chambéry                       | Savoie                  | Auvergne-Rhône-Alpes       | inscrit    | « PA00118230 », notice no PA00118230 | 45° 34′ 21″ nord, 5° 55′ 28″ est   |       |
| Église Notre-Dame de Saint-Jean-de-Maurienne               | Saint-Jean-de-Maurienne        | Savoie                  | Auvergne-Rhône-Alpes       | classé     | « PA00118298 », notice no PA00118298 | 45° 16′ 36″ nord, 6° 20′ 45″ est   |       |
| Château de Chevry-en-Sereine                               | Chevry-en-Sereine              | Seine-et-Marne          | Île-de-France              | classé     | « PA00086893 », notice no PA00086893 | 48° 15′ 03″ nord, 2° 56′ 07″ est   |       |
| Maison natale de Louis Braille                             | Coupvray                       | Seine-et-Marne          | Île-de-France              | inscrit    | « PA00086909 », notice no PA00086909 | 48° 53′ 40″ nord, 2° 47′ 31″ est   |       |
| Église Saint-Étienne de Maincy                             | Maincy                         | Seine-et-Marne          | Île-de-France              | inscrit    | « PA00087075 », notice no PA00087075 | 48° 33′ 01″ nord, 2° 41′ 59″ est   |       |
| Château de Bois-Héroult                                    | Bois-Héroult                   | Seine-Maritime          | Normandie                  | inscrit    | « PA00100564 », notice no PA00100564 | 49° 33′ 53″ nord, 1° 24′ 26″ est   |       |
| Hôtel de ville (ancien)                                    | Rouen                          | Seine-Maritime          | Normandie                  | inscrit    | « PA00100850 », notice no PA00100850 | 49° 26′ 29″ nord, 1° 05′ 31″ est   |       |
| Église Notre-Dame                                          | Le Raincy                      | Seine-Saint-Denis       | Île-de-France              | classé     | « PA00079948 », notice no PA00079948 | 48° 53′ 45″ nord, 2° 30′ 49″ est   |       |
| Caserne Stengel                                            | Amiens                         | Somme                   | Hauts-de-France            | classé     | « PA00116045 », notice no PA00116045 | 49° 53′ 37″ nord, 2° 17′ 27″ est   |       |
| Château d'En-Haut de Belloy-sur-Somme                      | Belloy-sur-Somme               | Somme                   | Hauts-de-France            | inscrit    | « PA00116094 », notice no PA00116094 | 49° 58′ 12″ nord, 2° 08′ 17″ est   |       |
| Beffroi de Doullens et maison communale                    | Doullens                       | Somme                   | Hauts-de-France            | inscrit    | « PA00116140 », notice no PA00116140 | 50° 09′ 19″ nord, 2° 20′ 28″ est   |       |
| Église Notre-Dame de l'Assomption d'Épiais-lès-Louvres     | Épiais-lès-Louvres             | Val-d'Oise              | Île-de-France              | inscrit    | « PA00080053 », notice no PA00080053 | 49° 01′ 55″ nord, 2° 33′ 28″ est   |       |
| Église Saint-Pierre de Puiseux-Pontoise                    | Puiseux-Pontoise               | Val-d'Oise              | Île-de-France              | inscrit    | « PA00080180 », notice no PA00080180 | 49° 03′ 27″ nord, 2° 01′ 06″ est   |       |
| Château de Bercy                                           | Charenton-le-Pont              | Val-de-Marne            | Île-de-France              | classé     | « PA00079859 », notice no PA00079859 | 48° 49′ 39″ nord, 2° 24′ 04″ est   |       |
| Château de Forcalqueiret                                   | Forcalqueiret                  | Var                     | Provence-Alpes-Côte d'Azur | inscrit    | « PA00081602 », notice no PA00081602 | 43° 20′ 30″ nord, 6° 05′ 22″ est   |       |
| Bibliothèque municipale d'Avignon                          | Avignon                        | Vaucluse                | Provence-Alpes-Côte d'Azur | classé     | « PA00081915 », notice no PA00081915 | 43° 56′ 48″ nord, 4° 48′ 25″ est   |       |
| Chapelle des Pénitents violets                             | Avignon                        | Vaucluse                | Provence-Alpes-Côte d'Azur | inscrit    | « PA00081818 », notice no PA00081818 | 43° 57′ 07″ nord, 4° 48′ 40″ est   |       |
| Immeuble                                                   | Avignon                        | Vaucluse                | Provence-Alpes-Côte d'Azur | inscrit    | « PA00081909 », notice no PA00081909 | 43° 56′ 58″ nord, 4° 48′ 15″ est   |       |
| Château du Bois-Dousset                                    | Lavoux                         | Vienne                  | Nouvelle-Aquitaine         | classé     | « PA00105486 », notice no PA00105486 | 46° 35′ 18″ nord, 0° 29′ 57″ est   |       |
| Hôtel Jean Beaucé                                          | Poitiers                       | Vienne                  | Nouvelle-Aquitaine         | classé     | « PA00105611 », notice no PA00105611 | 46° 34′ 47″ nord, 0° 20′ 30″ est   |       |
| Château de Vayres                                          | Saint-Georges-lès-Baillargeaux | Vienne                  | Nouvelle-Aquitaine         | inscrit    | « PA00105688 », notice no PA00105688 | 46° 39′ 39″ nord, 0° 23′ 24″ est   |       |
| Fontaine d'Amphitrite                                      | Remiremont                     | Vosges                  | Grand Est                  | classé     | « PA00107254 », notice no PA00107254 | 48° 00′ 54″ nord, 6° 35′ 22″ est   |       |
| Haute Borne                                                | Saint-Étienne-lès-Remiremont   | Vosges                  | Grand Est                  | classé     | « PA00107285 », notice no PA00107285 | 48° 01′ 07″ nord, 6° 37′ 46″ est   |       |
| Manoir du Parc-Vieil                                       | Champignelles                  | Yonne                   | Bourgogne-Franche-Comté    | classé     | « PA00113636 », notice no PA00113636 | 47° 47′ 08″ nord, 3° 03′ 41″ est   |       |
| Abbaye Sainte-Colombe de Saint-Denis-lès-Sens              | Saint-Denis-lès-Sens           | Yonne                   | Bourgogne-Franche-Comté    | inscrit    | « PA00113809 », notice no PA00113809 | 48° 12′ 56″ nord, 3° 16′ 20″ est   |       |
| Église Sainte-Mathie                                       | Sens                           | Yonne                   | Bourgogne-Franche-Comté    | inscrit    | « PA00113854 », notice no PA00113854 | 48° 11′ 59″ nord, 3° 16′ 46″ est   |       |
| Ancien Lycée Stéphane-Mallarmé (Collège Stéphane-Mallarmé) | Sens                           | Yonne                   | Bourgogne-Franche-Comté    | inscrit    | « PA00113867 », notice no PA00113867 | 48° 11′ 55″ nord, 3° 17′ 13″ est   |       |
| Château de la Celle-les-Bordes                             | La Celle-les-Bordes            | Yvelines                | Île-de-France              | inscrit    | « PA00087391 », notice no PA00087391 | 48° 38′ 16″ nord, 1° 57′ 14″ est   |       |
| Croix de cimetière de Limetz-Villez                        | Limetz-Villez                  | Yvelines                | Île-de-France              | classé     | « PA00087472 », notice no PA00087472 | 49° 03′ 27″ nord, 1° 32′ 49″ est   |       |
| Porte des Comptes                                          | Mantes-la-Jolie                | Yvelines                | Île-de-France              | classé     | « PA00087512 », notice no PA00087512 | 48° 59′ 26″ nord, 1° 43′ 12″ est   |       |
| Pavillon du Roi de Rome                                    | Rambouillet                    | Yvelines                | Île-de-France              | inscrit    | « PA00087584 », notice no PA00087584 | 48° 38′ 39″ nord, 1° 49′ 20″ est   |       |
| Croix de cimetière de Saint-Forget                         | Saint-Forget                   | Yvelines                | Île-de-France              | inscrit    | « PA00087602 », notice no PA00087602 | 48° 42′ 14″ nord, 2° 00′ 32″ est   |       |
| Bailliage                                                  | Versailles                     | Yvelines                | Île-de-France              | inscrit    | « PA00087665 », notice no PA00087665 | 48° 48′ 26″ nord, 2° 07′ 54″ est   |       |